# Centrale idroelettrica di Rovesca
La Centrale idroelettrica "Giovanni Battista Pirelli" di Rovesca si trova a Rovesca nel comune di Antrona Schieranco, nella provincia del Verbano-Cusio-Ossola, sulle rive del torrente Ovesca.
È stata progettata dall'architetto Luigi Bisi nel 1920.
La centrale di Rovesca fu dedicata inizialmente a Francesco Musso, presidente della società Idroelettrica di Ovesca, e in seguito a Giovanni Battista Pirelli, fondatore della nota industria di pneumatici.

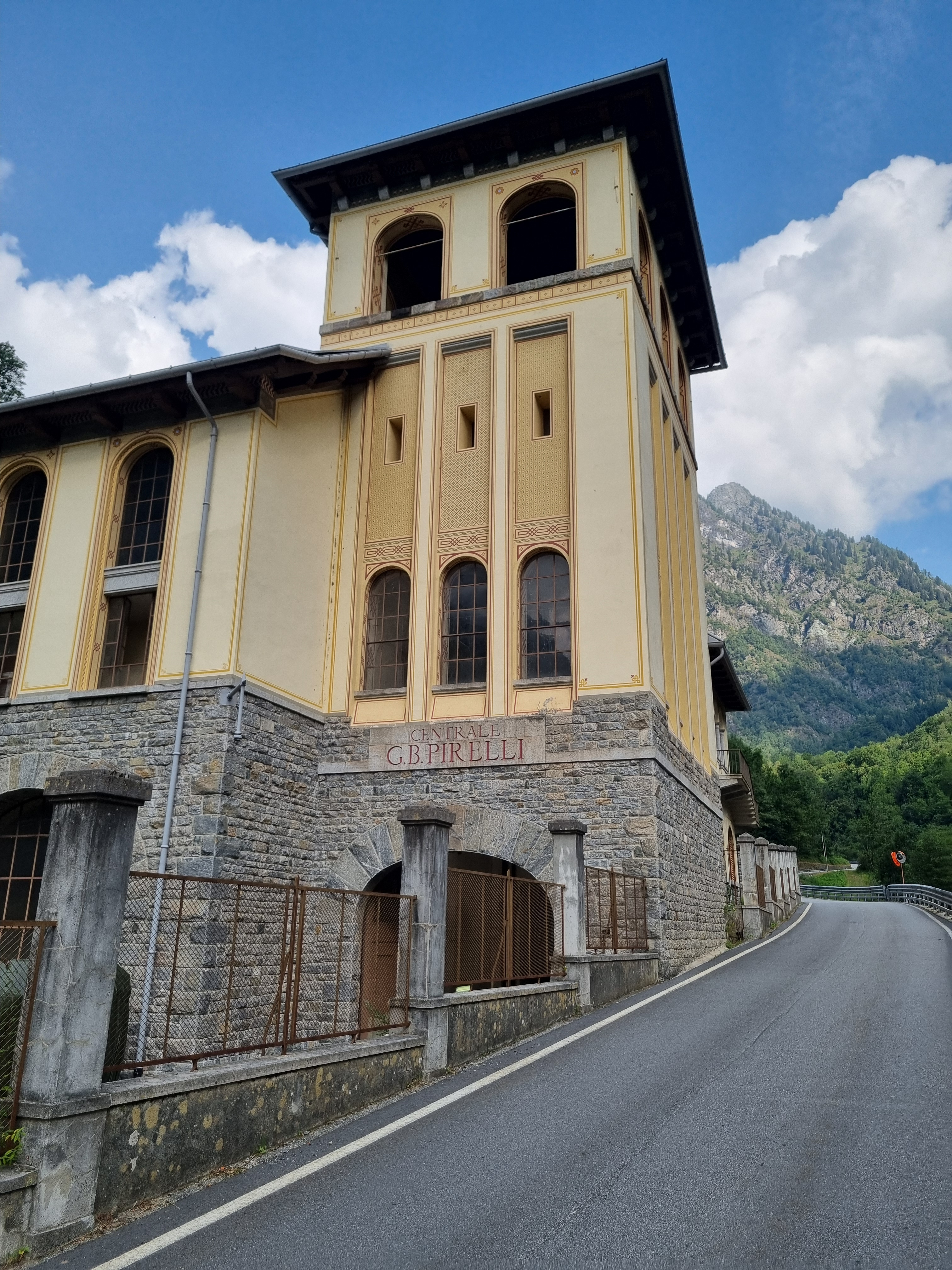
Torre

## Equipaggiamento
La centrale viene alimentata dalle acque di due bacini artificiali, il lago di Campliccioli e il lago Alpe dei Cavalli; e da un bacino naturale: il lago di Antrona.
- Lago di Campliccioli: bacino artificiale che raccoglie le acque di scarico della centrale idroelettrica di Campliccioli che a sua volta sfrutta i bacini di Camposecco e Cingino. Con una condotta forzata e un salto di 567 m alimenta il gruppo 4, con turbina Pelton ad asse orizzontale, di costruzione Franco Tosi, con una portata massima di 5,5 m3/s. Genera una potenza di 23,75 MW.
- Lago Alpe dei Cavalli: bacino artificiale che con una condotta forzata e un salto di 706 m alimenta i gruppi 1 e 2 della centrale, con turbina Pelton ad asse orizzontale, con una portata massima di 4,3 m3/s. Genera una potenza di 21,6 MW.
- Lago di Antrona: bacino naturale, che grazie il torrente Troncone raccoglie le acque di scarico del bacino di Campliccioli. Con una condotta forzata, un salto salto di 290 m e una portata di 1,5 m3/s viene alimentato il gruppo 3, con turbina Pelton ad asse orizzontale. Genera una potenza di 3,4 MW.

Le acque di scarico della centrale di Rovesca vanno ad alimentare la centrale idroelettrica di Pallanzeno.

## Edificio
L'edificio, progettato da Luigi Bisi, richiama il '400 lombardo, con finestre ad arco, loggiati e decorazioni a graffito. L'interno è totalmente decorato, con ancora le grandi lampade originali in ferro battuto.